# Соборний парк (Черкаси)
Собо́рний парк (колишня назва — Першотравневий) — парк культури та відпочинку у місті Черкаси, що є одним з найбільших парків міста, розташований за адресою: вул. Надпільна, 212.

## З історії парку
Територія парку у 2-й половині XIX століття належала головному собору Черкас — Свято-Миколаївському. Цей собор, побудований 1864 року коштом купця Колодочки, стояв у самому центрі Черкас (на місці теперішньої споруди Черкаської обласної ради), а на території сучасної вулиці Надпільної (тодішня околиця міста) розмістився цвинтар, на якому ховали померлих священиків і парафіян. На добре спланованому, засадженому квітами, кладовищі були багаті поховання з фамільними склепами і скульптурами. Це був найбільший міський цвинтар, де ховали людей всіх віросповідань. Тут були основна православна частина, католицькі могили, існували також частини мусульманська (південно-західна) та лютеранська (північно-східна). Тут же, на кладовиші, розміщувалася цвинтарна Свято-Успенська церква (фактично на місці сучасного Свято-Михайлівського собору).
На місці сучасного Соборного парку в минулі роки діяла ще одна церква — це була невелика окрема поминальна церковка на вшанування жертв Першої світової війни, її освячення припало на перші числа 1917 року, тобто безпосередньо напередодні Жовтневого перевороту. У постреволюційні роки безладу й червоного терору на території цвинтаря орудували мародери, а у фамільних склепах нерідко жили безпритульні, — таким чином, місце перетворилось на одне з найнебезпечніших у місті. З гоніннями на релігію, що розпочалися в СРСР, позакривали всі черкаські храми — чи не першим Свято-Георгіївську церкву, 1926 року припинились служби в Свято-Миколаївському соборі, нарешті 1936 року було закрито останній черкаський храм — цвинтарну Свято-Успенську церкву. Багатьох священиків в цей час було знищено фізично в ході сталінських репресій.
1946 року, вже після Другої світовій війні, Свято-Миколаївський собор підірвали, а цвинтар знесли.

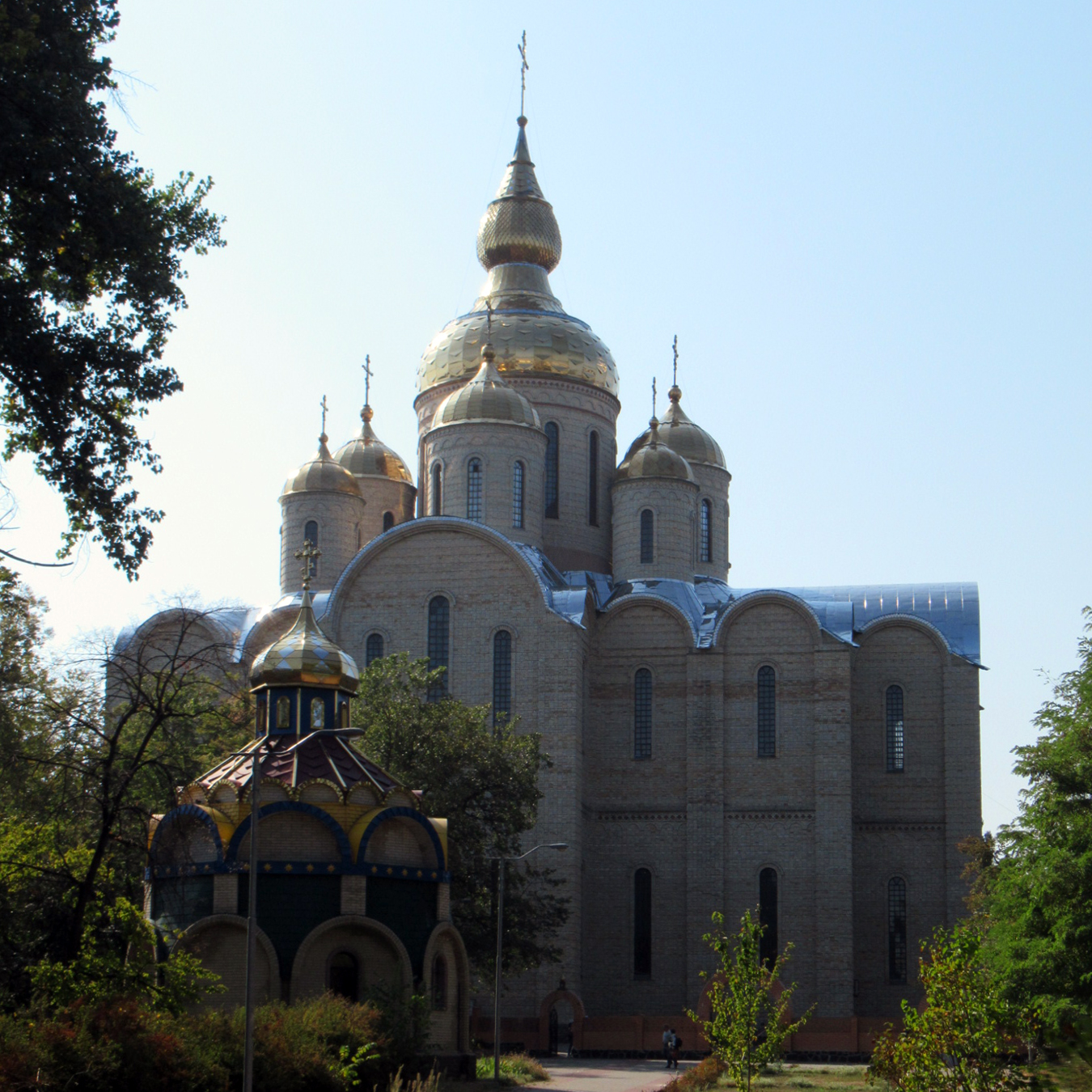
Свято-Михайлівський собор

1954 року колишній цвинтар було переплановано під Парк культури і відпочинку, який отримав назву ім. 1-го Травня (Першотравневий). На території парку встановили пам'ятні знаки жертвам фашизму-громадянам Черкащини та чекістам і робітникам міліції.
Протягом тривалого часу Першотравневий парк був популярним місцем відпочинку жителів міста. Тут працювали численні атракціони, заклади відпочинку, діяла навіть дитяча залізниця.
Після відродження 1992 року Черкаської єпархії УПЦ МП, постало питання про побудову нового кафедрального собору. Серед ділянок, запропонованих міською владою для будівництва храму, було обрано місце в Першотравневому парку. Під час будівництва було знайдено чимало решток старих поховань, які були препоховані поруч з дотриманням усіх православних обрядів. 9 серпня 2002 року будівництво Свято-Михайлівського кафедрального собору, найвищого храму в Україні, було завершено. У червні 2004 року біля меморіальної каплиці собору було відкрито пам'ятник зруйнованим храмам та репресованим священнослужителям. Відтак, від середини 2000-х років парк дістав назву Соборний. Тут знову стало людно, особливо відвідуваний нині парк вірянами. Подеколи частину Парку, де розташований храмовий комплекс, називають Свято-Михайлівським сквером/парком.
25 листопада 2006 року в День пам'яті жертв голодоморів в Соборному парку з боку вулиці Смілянської було відкрито пам'ятний знак-хрест жертвам Голодоморів та політичних репресій. Від 2008 року в Соборному парку розпочато зведення найвищої храмової дзвіниці (планована висота — 134 м) в Україні. 25 квітня того ж року, в переддень 22-ї річниці Чорнобильської катастрофи, перед комплексом Свято-Михайлівського кафедрального собору було відкрито пам'ятник жертвам Чорнобильської трагедії.
5 січня 2024 року топонімічна комісія підтримала встановлення пам’ятного знаку загиблим поліцейським у Соборному парку в Черкасах.

## Галерея

Пам'ятний знак-хрест жертвам Голодоморів та політичних репресій
Пам’ятник жертвам Чорнобильської трагедії
Пам'ятник зруйнованим храмам
Садово-паркова фігура «Ведмеді» у Соборному парку
Працівникам правоохоронних органів, які загинули під час виконання службових обов'язків
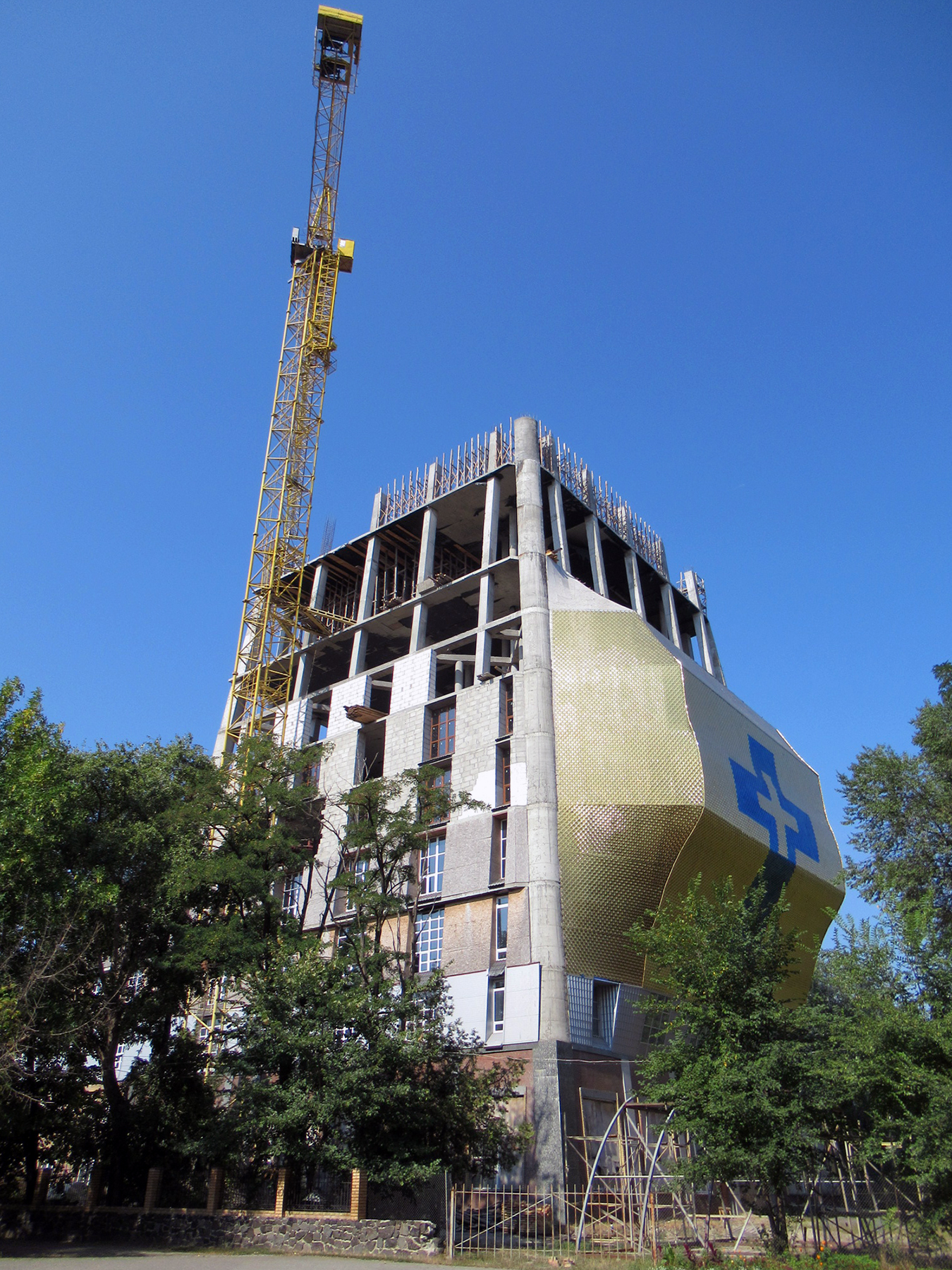
дзвіниця Свято-Михайлівського собору у 2019